# Bellos consejos
|  |  |

El aguafuerte Bellos consejos es un grabado de la serie Los Caprichos del pintor español Francisco de Goya. Está numerado con el número 15 en la serie de 80 estampas. Se publicó en 1799.

## Interpretaciones de la estampa
Existen varios manuscritos contemporáneos que explican las láminas de los Caprichos. El que se encuentra en el Museo del Prado se tiene como autógrafo de Goya, pero parece más bien despistar y buscar un significado moralizante que encubra significados más arriesgados para el autor. Otros dos, el que perteneció a Ayala y el que se encuentra en la Biblioteca Nacional, realzan la parte más escabrosa de las láminas.
- Explicación de esta estampa del manuscrito del Museo del Prado: Los consejos son dignos de quien los da. Lo peor es que la señorita va a seguirlos al pie de la letra.¡Desdichado del que se acerque!.[2]

- Manuscrito de Ayala: Ídem, salvo el final: Desdichado de aquel que cargue con ella.[2]

- Manuscrito de la Biblioteca Nacional: Las madres suelen ser alcahuetas de sus mismas hijas llevándolas a aciertos paseos y concurrencias.[2]

## Técnica del grabado
Este grabado está en la línea de los dibujos de Álbum de Sanlúcar, al que pertenece el primer dibujo preparatorio. La maja permanece silenciosa escuchando las recomendaciones de la alcahueta. Hay un gran contraste en la actitud distinguida de la dama y el celestineo de la vieja que está a su lado.
En el primer dibujo preparatorio la figura de la alcahueta es más grande y está de frente, perfilándose su forma definitiva en el segundo dibujo preparatorio. También hay variaciones en el fondo entre los dibujos y la estampa.